# Lalla Takerkoust (ville)
Pour les articles homonymes, voir Lalla Takarkoust.
Lalla Takerkoust ou Lalla Takarkoust (en berbère : ⵍⴰⵍⵍⴰ ⵜⴰⴽⵔⴽⵓⵙⵜ, en arabe : للا تاكركوست), est une ville du Maroc ainsi que le centre de la commune rurale du même nom, dans la province d'Al Haouz, au sein la région de Marrakech-Safi, au Maroc.

## Origines
Le nom de la ville vient de Lalla Takerkoust, une femme marabout dont la zaouïa a été recouverte par le lac de barrage.
La population est majoritairement berbérophone de langue  tachelhit.

## Lac de Lalla Takerkoust
La ville se situe sous le barrage de Lalla Takarkoust, construit entre 1929 et 1935 sous le nom de barrage Cavagnac pour l'irrigation de la plaine du Haouz et la production d'énergie électrique, sur l'oued n'Fiss, affluent de l'oued Tensift prenant sa source dans le Haut-Atlas et créant un lac de retenue de 7 km de long.
Le barrage a été surélevé de 9 m entre 1978 et 1980 pour pallier un important envasement et porter la production d'énergie hydroélectrique de 10 à 15 millions de kWh et la superficie irriguée de 5000 à 9800 hectares.

Plus récemment, le développement des activités sportives et artistiques sur le lac de Lalla Takerkoust contribue à l'essor touristique de la ville. Beaucoup d'habitants de Marrakech ont pris l'habitude de s'y rendre pour la journée pour fuir les grandes chaleurs et se baigner dans le lac, où la baignade est officiellement interdite.

## Démographie
Lors du recensement de 2004, la ville de Lalla Takarkoust comptait 3 348 habitants. Le Haut-commissariat au Plan n'indique pas les chiffres du recensement de 1994, puisque avant 2004, la ville de Lalla Takarkoust n'était pas considérée comme une ville mais bien comme un village rural, et il n'existe aucun recensement officiel pour des villages et douars. En 2014, la population s'élevait à 4 080 habitants.

## Population et société
Lalla Takerkoust a accueilli dernièrement la deuxième édition de son festival des arts gnaoui et populaire.
Lalla Takerkoust accueille de nombreux peintres, sculpteurs et plasticiens. La maison d'artistes Dar Zagora expose différents artistes marocains et français principalement. Les sculptures monumentales en fer forgé et pièces de métal recyclées de l'artiste-forgeron Jalil sont visibles à l'entrée du village et dans son atelier-galerie. "Rihlat fanan" la résidence artistique qui réunit des artistes peintres de diverses nationalités, chaque mois de novembre au Riad Saida Atlas pendant 4 jours[pas clair].